# Khorramdarreh (kommunhuvudort)
Khorramdarreh (persiska: خرمدره) är en kommunhuvudort i Iran.   Den ligger i provinsen Zanjan, i den nordvästra delen av landet, 210 km väster om huvudstaden Teheran. Khorramdarreh ligger 1 581 meter över havet och antalet invånare är 50 528.
Terrängen runt Khorramdarreh är kuperad österut, men västerut är den platt.Runt Khorramdarreh är det ganska tätbefolkat, med 80 invånare per kvadratkilometer. Närmaste större samhälle är Alvand, 12,4 km norr om Khorramdarreh. Trakten runt Khorramdarreh består i huvudsak av gräsmarker.